# La Meule
Pour les articles homonymes, voir La Meule (L'Île-d'Yeu) et Meule.
Pour plus de détails, voir Fiche technique et Distribution.
La Meule est un court métrage français de René Allio sorti en 1962.

## Synopsis
1943 : une meule isolée dans les labours. Un jeune couple cache dans cette meule des vivres destinés au marché noir. Leurs expéditions campagnardes sont autant de moments exaltants à vivre en rare accord avec la nature. Mais cet après-midi là, la situation se retourne.

## Fiche technique
- Titre : La Meule
- Réalisation : René Allio
- Scénario : René Allio
- Dialogues : Yves Gibeau
- Photographie : Denys Clerval, Nicolas Ribowski
- Montage : Denise de Casabianca
- Musique : Claude Lochy
- Scripte : Sylvette Baudrot
- Production : S.I.P.A.C.
- Genre : Drame
- Durée : 21 minutes
- Date de sortie : 1962

## Distribution
- Henri Serre : Pascal
- Malka Ribowska : Nathalie
- Jean Bouise : Simon
- Jean Gillibert: Marcel
- Philippe Ogouz : Philippe
- Jean Muselli
- Pierre Decazes
- Robert Bousquet

## Sélections
- 1962 : Journées internationales du film de court-métrage à Tours